# Betty in Blunderland
Betty in Blunderland es un corto de animación estadounidense de 1934, de la serie de Betty Boop. Fue producido por los estudios Fleischer y distribuido por Paramount Pictures. En él aparece Betty Boop y está basado en Alicia en el país de las maravillas y A través del espejo, ambos relatos de Lewis Carroll.

## Argumento
Betty está en su habitación por la noche haciendo un puzle de Alicia en el país de las maravillas, y se queda dormida. Entonces ve cómo un conejo atraviesa un espejo, y decide seguirlo. Al otro lado del espejo le ocurrirán cosas extrañas e inesperadas y conocerá a personajes extraordinarios.

## Producción
Betty in Blunderland es la vigésima séptima entrega de la serie de Betty Boop y fue estrenada el 6 de abril de 1934.